# Altenmarkt an der Alz
Altenmarkt an der Alz é um município da Alemanha, situado no distrito de Traunstein, no estado da Baviera. Tem 26,10 km² de área, e sua população em 2019 foi estimada em 4.146 habitantes.